# Styrelsen for Bibliotek og Medier
Styrelsen for Bibliotek og Medier (i daglig tale Bibliotek og Medier) var 2008-2011 en styrelse under Kulturministeriet, der havde ansvaret for de offentlige biblioteker i Danmark samt radio- og tv-området. Styrelsen opstod ved en fusion mellem Biblioteksstyrelsen og Mediesekretariatet pr. 1. februar 2008. Per 1. januar 2012 er opgaverne overtaget af Kulturstyrelsen.
Direktør: Jens Thorhauge

## Biblioteksområdet
Bibliotek og Medier havde på biblioteksområdet til formål
- at fastholde det samarbejdende biblioteksvæsen og at udbygge samarbejdet mellem de forskellige bibliotekstyper
- at støtte og inspirere til forsøg, udvikling og omstilling
- at udvikle folkebibliotekernes kultur- og informationsformidling generelt og i forhold til særlige gruppers behov for kultur og information
- at medvirke til udvikling af forskningsbibliotekerne som underlag for forskning og højere uddannelse.

Administrative og forvaltningsmæssige opgaver:
- Forvaltning af tilskud til biblioteksformål
- Bevillingsadministrative opgaver for en række mindre biblioteker
- Fordeling af biblioteksafgiften mv.

Bibliotek og Medier varetog sekretariatsfunktionen for Danmarks Elektroniske Fag- og Forskningsbibliotek (DEFF). DEFF er en samarbejdsorganisation for danske fag- og forskningsbiblioteker. Formålet med samarbejdet er at forbedre studerendes, underviseres og forskeres benyttelse af digitale informationsressourcer.
I 2010 udgav Styrelsen for Bibliotek og Medier rapporten Folkebibliotekerne i Vidensamfundet, som udpegede en strategi for folkebibliotkernes udvikling i IT-samfundet.

## Medieområdet
Arbejdsopgaverne er blandt andet beskrevet i Lov om radio- og fjernsynsvirksomhed.